# 阪堺電気軌道205形電車
阪堺電気軌道モ205形電車（はんかいでんききどうモ205がたでんしゃ）は、1937年に登場した、南海電気鉄道大阪軌道線を経て、阪堺電気軌道で使用された路面用電車。なお、類似形式のモ201形電車についてもここで述べる。

## 概要

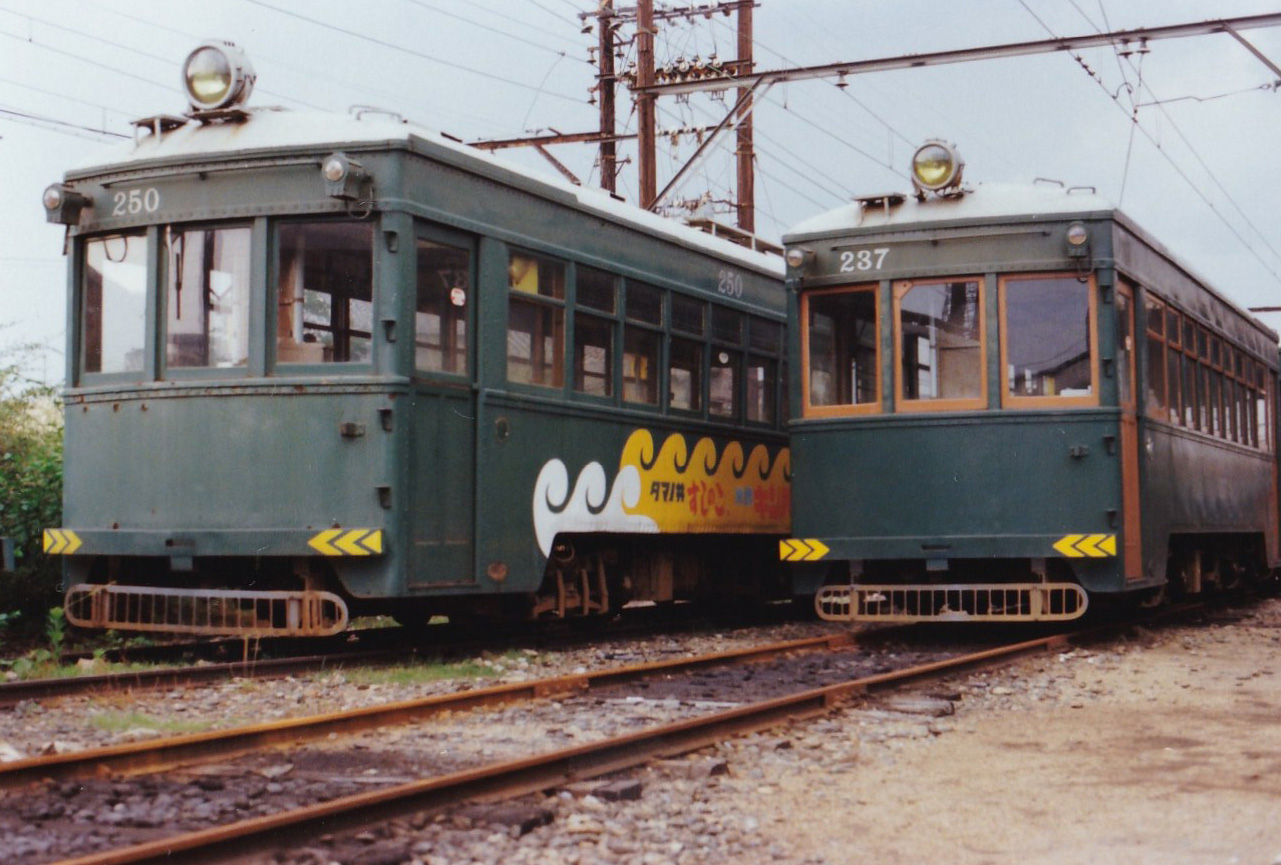
平野線廃線により運用から外れ、解体を待つ205形。

この車両の直前に登場したモ201形同様、（旧）阪堺電気軌道が開業時に製造した木造車1形・50形ならびに1921年製の電動貨車11形を種車として電動機、台車を流用して鋼体化したものである。
当初はモ2001形として登場し1937年にモ2001 - モ2005（後にモ205 - モ210に改番）の5両が登場。1938年にモ211 - モ235、1939年にモ236 - モ240、1941年にモ241・モ242、1942年にモ243 - モ246、1947年にモ247 - モ250の合計46両が製造された。
モ205 - 246は当時同線を経営していた南海電気鉄道が、自社の天下茶屋工場で車体を製造している（モ232は戦災復旧車で、1949年に広瀬車両で車体を新造）。一部の車両は種車が四輪単車のため台車が流用できず、天下茶屋工場で台車まで作っている。モ247 - 250は戦時中に製造を中止したものを戦後、広瀬車両で完成させた。
平野線の廃線までは最大勢力を誇っており、阪堺線の通し運用では全線完全ワンマン化までかなりの確率で運用されていた。

## 車体

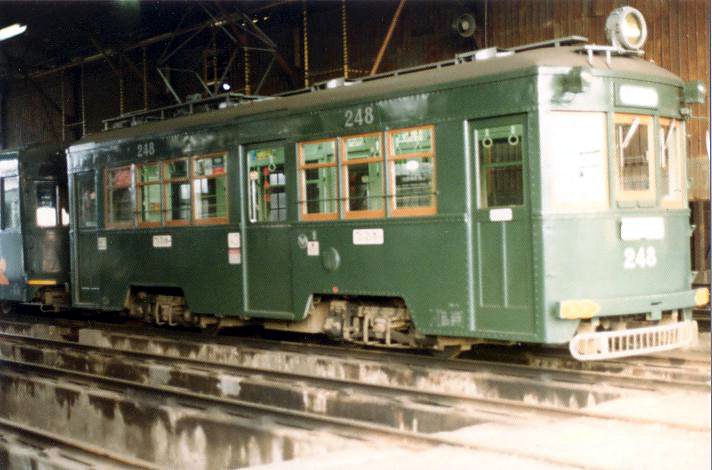
阪堺線転用のためのワンマン化改造を受けたモ248。

全長11メートルほどの中型車で、前後扉の配列。モ205 - モ210はモ201形と同じ1段下降窓・2枚の扉を連接した2枚引き扉だったが、モ211以後は2段上昇窓となり、外形が変化している。また扉も開閉トラブルが多発したため途中から1枚引き戸に変更された。2枚引き扉だった車両も運転台垂下復旧工事を施す際に改造し、最終的にはモ205・モ209の2両以外は1枚扉となった。
阪神高速14号松原線の阿倍野入口から先への延長及び地下鉄谷町線開通に伴って平野線が廃止された（1980年11月27日）際に、モ246 - モ248の3両はワンマン化改造される。この時、他のワンマンカー同様の前中扉配置に改めるため、中央扉が新設されて後部扉は閉鎖となったほか、前面に方向幕が装備されている。
全在籍数のおよそ半数近くが花田口停留場真向かいに本社があるタマノイ酢の広告塗装を纏っていた。

## 主要機器

### 台車
台車は先述の通り4輪単車を種車とする車両は新造したが、他は種車のものをそのまま使用した。そのため高床車両も存在し、安全地帯のない併用軌道区間内の駅では、ステップエンジンによる折りたたみ式、あるいは引き出し式の補助ステップを車掌が操作していたが、先の扉のトラブルや誤操作事故の多発などで使用中止となり、簡易安全地帯を設ける事になった。
その後、モ101形やモ201形の廃車・大阪市交通局1501形電車が履いていた住友金属工業製KS-45L低床台車の購入などにより、早期廃車のモ227・モ233を除いて低床台車に取り替えられている。

## 運用

### 全盛期・平野線時代
南海大阪軌道線は車体長13メートルを超える大型車が主流で軌道線車両の中では小型であったことから、特に1960年代後半からはラッシュ時などの多客時以外は予備車的な存在になっていた（1975年の時点では先の連接扉車である2両を含む7両が休車になっていた）。しかし阪堺線と上町線のワンマン化が開始され、逆に廃止が決まった平野線はワンマン化されないことになったため、平野線の末期は他のワンマン化された大型車に代わり、この形式が主力として走ることとなった。同線のさよなら運転も勤めている。

### 晩年
1967年にモ201形が全車廃車となり形式消滅した。モ205形も廃車が進行し、平野線の廃止直前時点では36両が在籍していた。この36両はワンマン化を施工せず、平野線の廃止と同時に全車廃車される予定となっていたが、1979年に導入されたモ251形（元・京都市電1800形）6両が小型車体ゆえに収容能力が低く、性能も悪いため後続の車両に追いつかれる事もしばしばで乗務員に不評だったことから、モ246 - モ248の3両はワンマン化改造されて残存することになり、関係者からは「低床改造車のワンマン化改造」ということで「カイカイ（改改）」の愛称で呼ばれていた。なお、この3両を除く33両は平野線の廃止と同時に廃車となった。
平野線廃止後、南海電気鉄道の子会社として発足した阪堺電気軌道においても、本系列は小型であることから主にラッシュ時のみの運用に限られていた。1990年のモ701形の導入に伴って3両とも廃車され、モ205形は形式消滅となった。

### 保存車
廃車後は5両とカットボディ1両が静態保存された。南海電気鉄道の運輸教習所に設置されているモ211（1978年廃車）のカットボディは、阪堺電気軌道が同社に委託している運転士養成用の教材として使用している。オレンジの雲塗装で、車番は 160 となっている。また、1両はオークション方式で売却された。
平野線廃止後、平野駅駅舎とともにモ240の保存が検討されたことがあり、同駅にしばらく留置されていたが、最終的には用地確保の問題等で保存はならず、駅舎と共に解体された。
モ247はカナダに輸出され、エドモントンの保存鉄道である「ハイレベル・ブリッジ・ストリートカー」において動態保存されている。

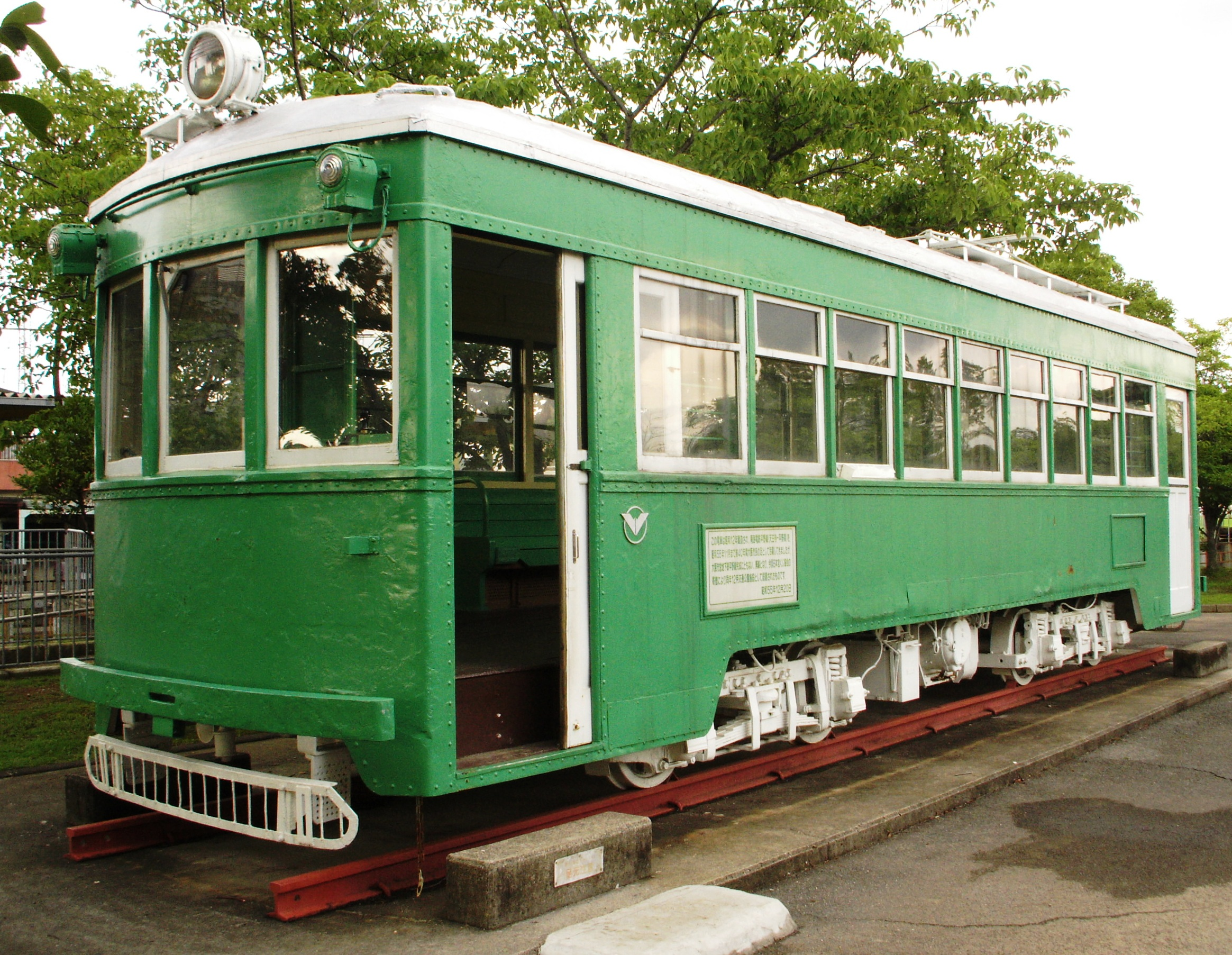
和歌山県立和歌山交通公園で保存されているモ217
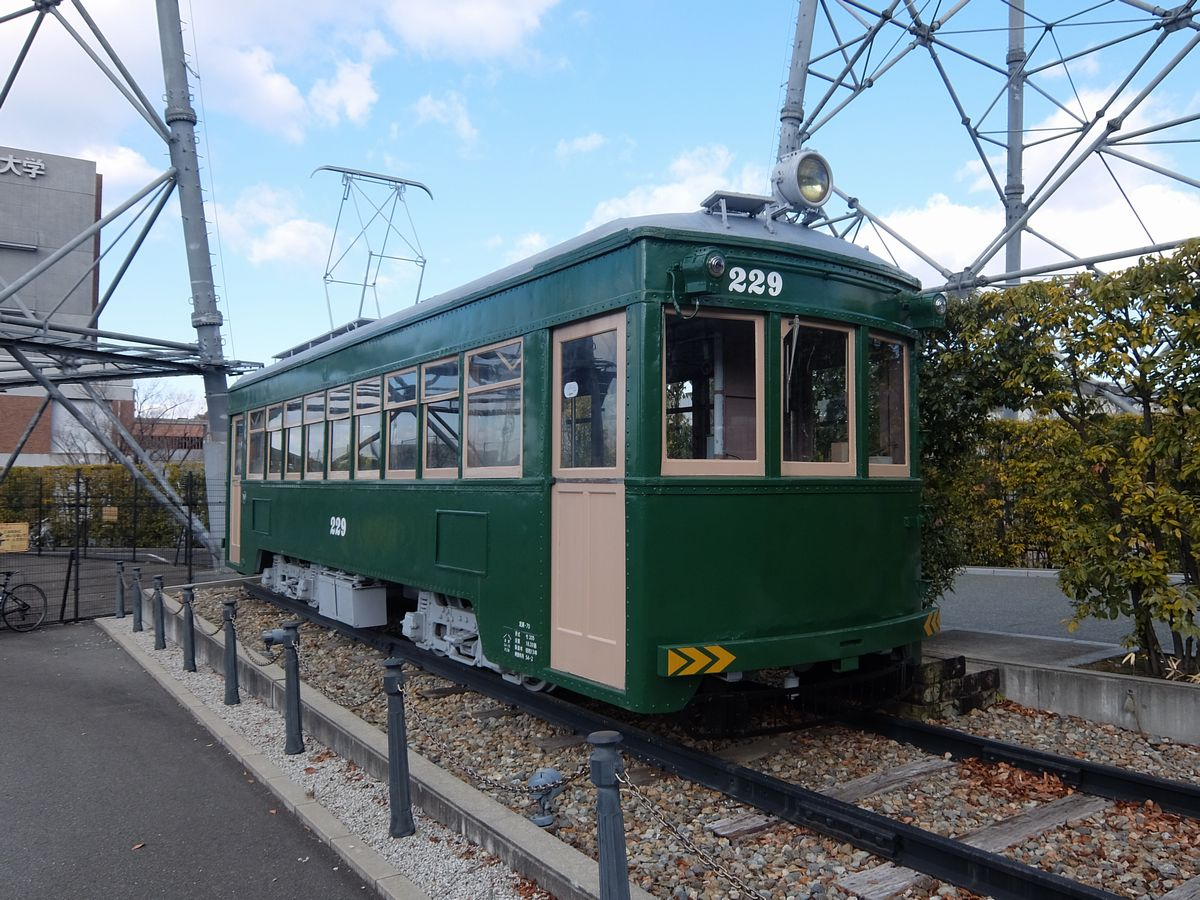
大阪産業大学で保存されているモ229
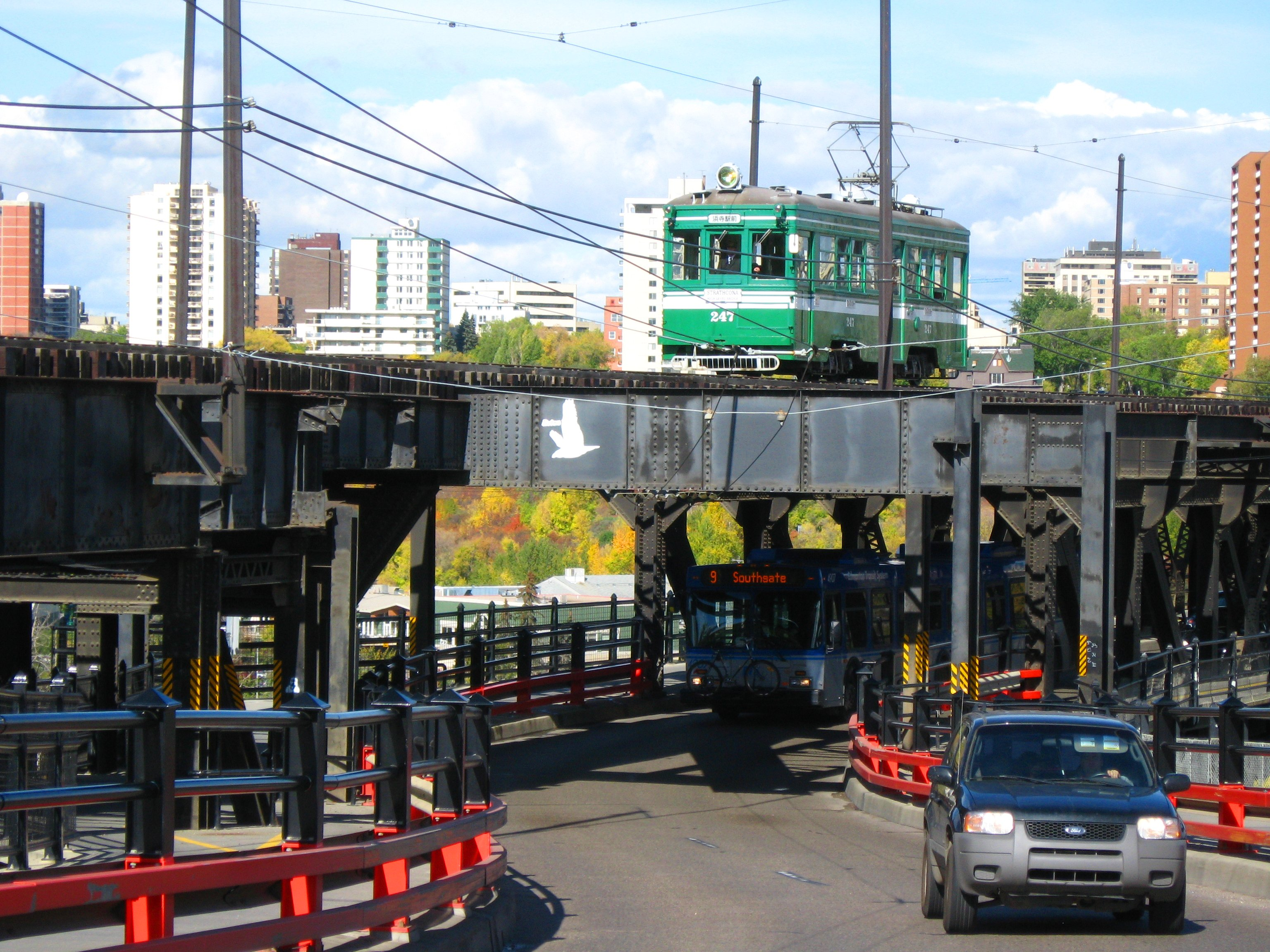
カナダ・エドモントンで動態保存される247

## モ201形
モ205形と製造の経緯、形態共に類似する南海電気鉄道大阪軌道線で使用された路面用電車である。
1935年(昭和10年)に、天下茶屋工場にてモ201～204の4両が製造されたが、戦災でモ204が被災し、のち復旧された。またモ203は、1948年(昭和23年)より救援車代用として使用された。
モ205形と異なり一枚扉化、パンタ化等の諸改造を施されないまま、1967年(昭和42年)8月に4両とも廃車された。

### モ205形との相違点
- 車体長が少し短い。
- 登場時より低床台車を装備。
- すべて一段下降窓。